# Bernini (metropolitana di Torino)
Bernini è una stazione della metropolitana di Torino, sita in piazza Bernini, all'incrocio di corso Francia, corso Tassoni e corso Ferrucci.

## Storia
La fermata è stata resa operativa il 4 febbraio 2006, in occasione dell'apertura della prima tratta della metropolitana subalpina.
Al suo interno, la vetrofania di Ugo Nespolo raffigura opere del grande scultore Gian Lorenzo Bernini, cui è intitolata la piazza e la stazione, ma non solo: sono presenti anche richiami alla tradizione barocca di Torino ed in particolare vengono raffigurati palazzo Carignano e la cappella della Sindone.
Prende il nome in onore dello scultore e architetto Gian Lorenzo Bernini, meglio conosciuto come Bernini.

## Interscambi
La stazione consente l'interscambio con la rete di superficie GTT.

## Servizi
- Biglietteria automatica